# Emil-Wiechert-Medaille
Die Emil-Wiechert-Medaille ist die seit 1955 verliehene höchste Auszeichnung der Deutschen Geophysikalischen Gesellschaft e. V. (DGG). Die Medaille ist nicht mit einem Preisgeld verbunden.
Die Emil-Wiechert-Medaille wird zusammen mit einer Urkunde in unregelmäßigen zeitlichen Abständen alle 3 bis 5 Jahre verliehen. Benannt ist sie nach dem deutschen Physiker und Seismologen Emil Wiechert (1861–1928), auf dessen Initiative die DGG 1922 gegründet wurde und der gleichzeitig deren erster Vorsitzende war. Mit der Verleihung würdigt die Gesellschaft herausragende Arbeiten in der Wissenschaftsdisziplin Geophysik.

## Preisträger
- 1955 – Julius Bartels, Deutschland
- 1956 – Beno Gutenberg, USA/Deutschland
- 1956 – Albert Defant, Österreich
- 1964 – Inge Lehmann, Dänemark
- 1969 – Sydney Chapman, Großbritannien
- 1973 – Ludwig Biermann, Deutschland
- 1978 – Leon Knopoff, USA
- 1982 – Ulrich Schmucker, Deutschland
- 1986 – Don L. Anderson, USA
- 1988 – Carlo Morelli, Italien
- 1993 – Norman F. Ness, USA
- 1996 – Keith Runcorn, Großbritannien
- 1997 – Gerhard Müller, Deutschland
- 1998 – Karl-Heinz Rädler, Deutschland
- 1998 – Friedrich Hermann Busse, Deutschland
- 2003 – Erhard Wielandt, Deutschland
- 2006 – Mark Zoback, USA
- 2009 – Manik Talwani, USA
- 2011 – Fritz M. Neubauer, Deutschland
- 2014 – Rainer Kind, Deutschland
- 2017 – Sierd Cloetingh, Niederlande
- 2019 – Barbara Romanowicz, USA und Frankreich
- 2022 – Mioara Mandea, Frankreich
- 2024 – Andreas Weller, Deutschland[2]